# Vidvinkelobjektiv

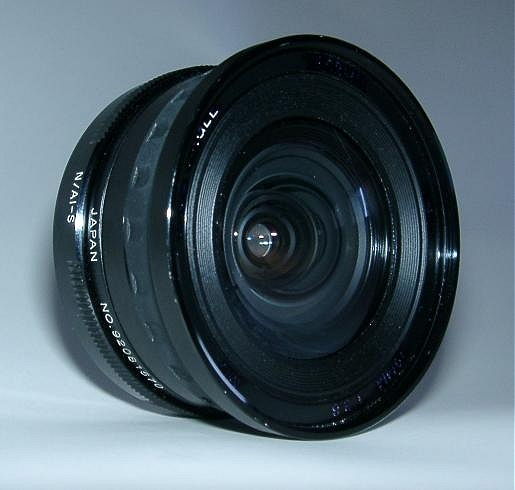
19mm vidvinkelobjektiv

Vidvinkelobjektiv är objektiv med korta brännvidder och därför en stor bildvinkel. Alla brännvidder som är mindre än normalobjektivets kallas för vidvinkel. Vanliga brännvidder för 35 mm kameror är 35 mm, 28 mm och 24 mm. En 35 mm lins ger en bildvinkel av 63 grader, en 24 mm lins ger en bildvinkel av 84 grader.
Vidvinkelobjektiv används ofta till landskapsbilder och arkitektur. En måttlig vidvinkel (kring 35mm för småbildsformatet) är det mest klassiska reportageobjektivet.

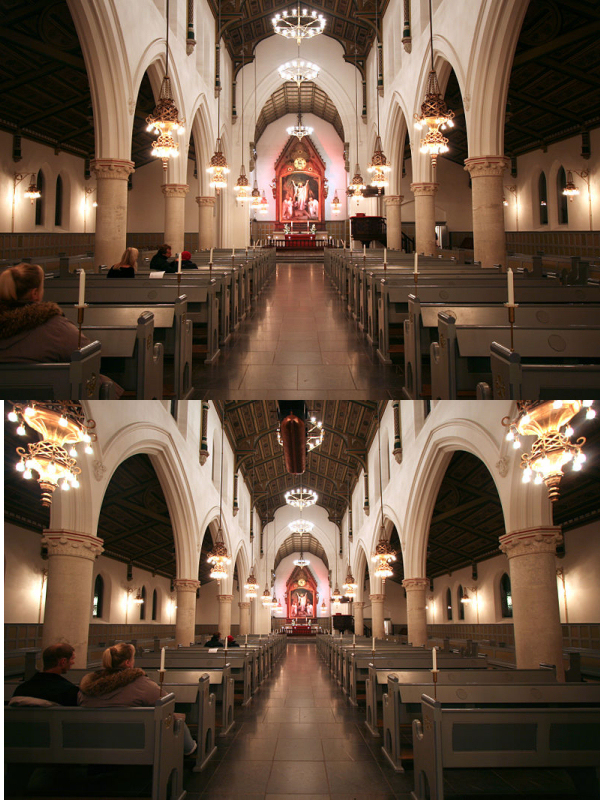
Interiören i Sankt Jakobs Kirke, Köpenhamn överst fotograferad med normaloptik och nederst med vidvinkel.

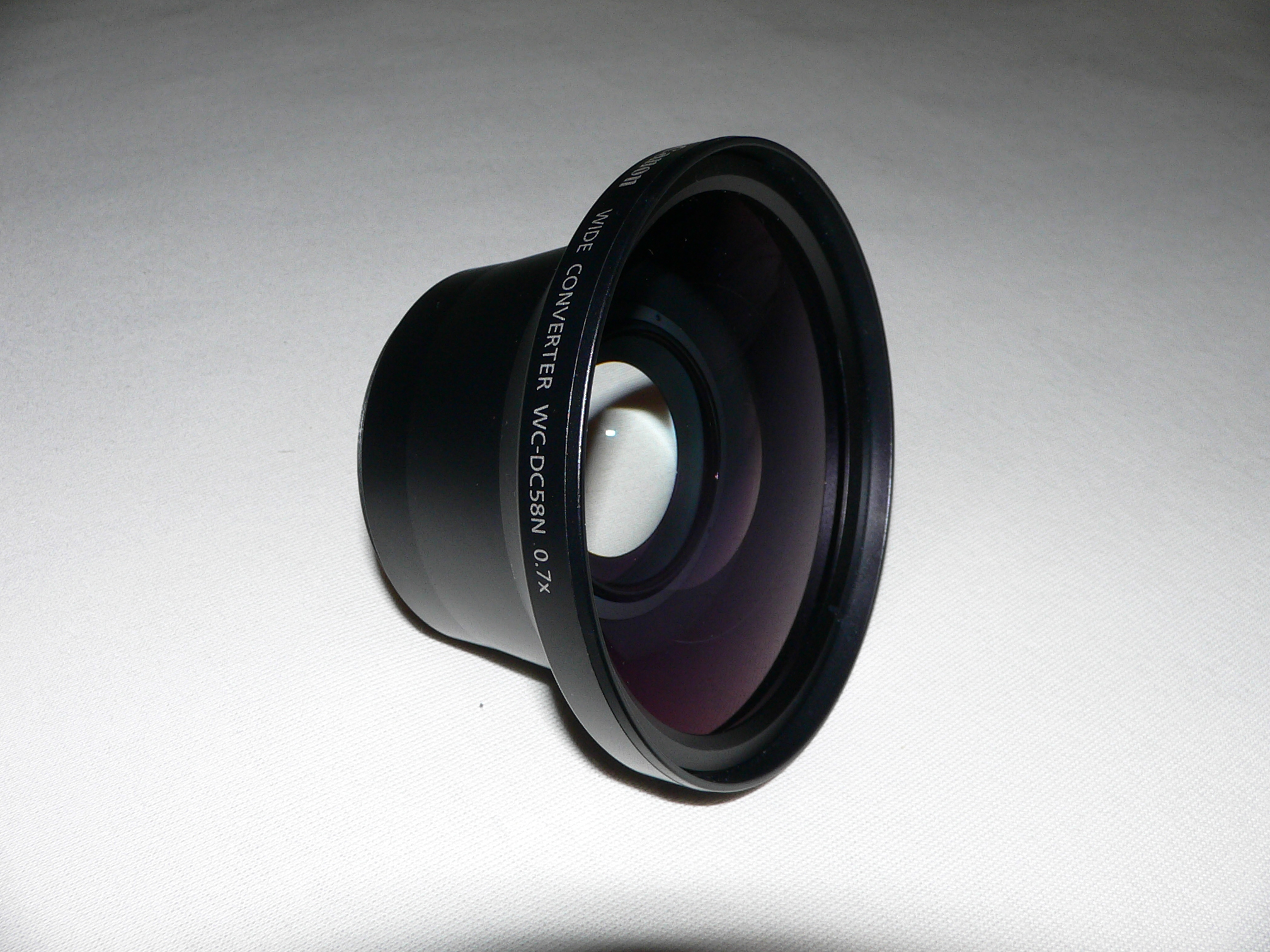
Vidvinkelkonverter

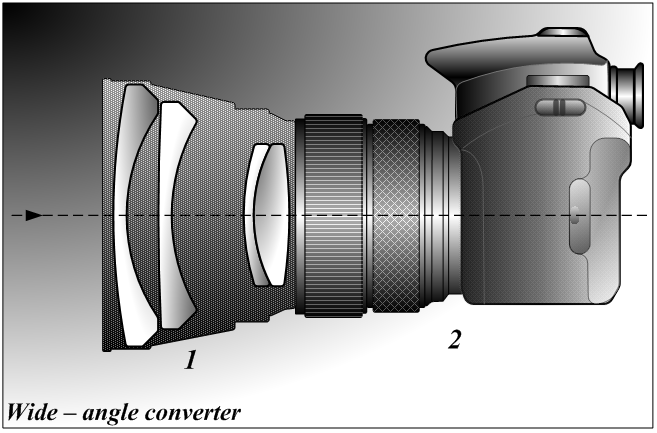
Vidvinkelkonverter

En vidvinkelkonverter är en konvex linsgrupp som fästes framför vidvinkelobjektivet och ökar öppningvinkeln. Det används vanligen vid amatörvideokameror.
Ett vidvinkelobjektiv ger närperspektiv, bakgrunden blir mindre än ögat och hjärnan föreställer sig. Det räcker att bilden beskärs så försvinner synvillan.